# 막스에마누엘 헤어초크 폰 바이에른
막스에마누엘 루트비히 마리아 헤어초크 인 바이에른(독일어: Max-Emanuel Ludwig Maria Herzog in Bayern, 1937년 1월 21일~)은 알브레히트 폰 바이에른의 막내아들로서, 옛 바이에른 왕가의 수장 자리와 자코바이트 가문의 후계자로 추정된다. 그의 아내는 아르치발 더글라스 백작의 손녀이자 에울렌부르크 공 필리프의 증손녀인 엘리자베스 더글러스로 슬하에 다섯 명의 딸을 두었다. 장녀 조피 엘리자베트 마리 가브리엘레 폰 바이에른 여공작은 리히텐슈타인 후세자 알로이스와 결혼했다.